# ジョアン・パイス
ジョアン・ペドロ・フェルナンデス・パイス（João Pedro Fernandes Pais 、1998年9月13日 - ）は、ポルトガル・コインブラ出身のサッカー選手。ヴィゼラ所属。ポジションは、ミッドフィールダー。

## 来歴
2020年9月12日、リーガ・ポルトゥガル2のオリヴェイレンセ戦でプロデビューを果たした。